# Дрваре
Дрваре (алб. Druar) је насеље у општини Вучитрн на Косову и Метохији. Према попису становништва на Косову 2011. године, село је имало 965 становника..

## Географија
Село је на падини Чичавице почев од планинског подножја (520 м) па до 730 м апсолутне висине. Разбијеног је типа. Највиша је махала Неможа, ниже ње је махала Геца, још нижа – Бојковића, а махала Сељана је поред железничке пруге. Између последњих двеју махала је махала насељеника, на којој су раније живели мухаџири. Сем ове последње, остале махале су углавном збијене, али и у њима има издвојених малих група и усамљених кућа. Удаљења између махала износе до 1 км. Прве четири махале носе називе по јединим или главним родовима својим. Махале се не деле.

## Порекло становништва по родовима
Породице које су живеле у село Дрваре.
Албанци и поарбанашени Срби
- Немож (13 к.), старинци, поисламљени и поарбанашени Срби. У ислам су прешли око 1820. у доба досељења њихових сељака Геца.
- Рамовић (5 к.) и Мачкал (4 к.), дељеници Неможа.
- Бојковићи (5 к.), старинци поисламљени и поарбанашени Срби. У ислам прешли око 1830. Појасеви су им у 1934. од поисламљивања били: Бојко, Зумбер, Рапшт, Исен (30 година).
- Сељан (4 к.), дељеник Бојковића. Сви су ови родови ушли у фис Краснић.
- Гец (4 к.), од фиса Краснића. Досељен је из Скадарске Малесије око 1820. Појасеви су му у 1934. од досељења били: Мем Геца, Алија, Имер, Асан (60 година).
- Маљок (1 к.), од фиса Гаша. Досељен из Клине у Дреници око 1865.
- Јошаник (1 к.), од фиса Гаша. Досељен 1878. као мухаџир из Јошанице у Топлици.
- Бајгора (1 к.), од фиса Шаље. Пресељен око 1905. из Бајгоре.
- Колић (1 к.), од фиса Бериша. Досељен 1926. из Колића у Лабу као чифчија у Димитрија Стамболића из Новог Села Мађунског, који у Дрвару има купљену земљу.
- Копилић (1 к.), од фиса Шаље. Доселио се из Копилића у Дреници 1927. за чифчију у сеоског учитеља.

Аутоколонисти
- Масловарић (1 к.). Досељен 1914. из Будимља (Иванград).
- Стреличић (1 к.) 1914. из Јабланице, а пореклом из Никшића.
- Јовановић (1 к.). Досељен 1921. из Завале (Пипери) као учитељ, а 1925. купио земљу.
- Савић (1 к.). Досељен 1929. из Д. Речице у Топлици, иначе је пореклом Косовац, из Гојбуље.
- Манојловић (1 к.). Досељен из Бејашице у Топлици, иначе Косовац из Невољана.

Колонисти
- Радуловићи (3 к.). Две куће ових досељене 1920. од Даниловграда, а једна 1922. од Јагодине (Светозарево), где је живела извесно време.
- Радуловић (1 к.) 1925. из Комана (Спуж).
- Ђуровић (1 к.) и Драговић (1 к.) 1922. од Даниловграда, први из Грлића, а други из Ћурилца.
- Вујовић (1 к.) и Милојић (4 к.) 1922. од Никшића, први из Броћанаца, други из Грахова.
- Јаредић (1 к.) 1929. из Никшића.
- Ивановић (1 к.) 1922. из Боке Которске.
- Јочић (1 к.) 1923. из Трепче код Андријевице.
- Скурић (2 к.) 1922. из Зарјечја код Билеће.

## Демографија
| Демографија | Демографија | Демографија |
| Година      | Становника  | Становника  |
| ----------- | ----------- | ----------- |
| 1948.       | 511         |             |
| 1953.       | 550         |             |
| 1961.       | 738         |             |
| 1971.       | 836         |             |
| 1981.       | 1.031       |             |
| 1991.       | 1.115       |             |
| 2011.       | 965         |             |